# Kazinczy Ildikó
Kazinczy Ildikó (Budapest, 1950. november 11. –) magyar bábművész, színésznő.

## Életpályája
Színészi pályája a Szkéné Színházban indult 1971-ben. A Bábszínész Tanfolyamot 1978-ban végezte el. 1975-től nyugdíjba vonulásáig (2009-ig) az Állami Bábszínház illetve az 1992-től a jogutód Budapest Bábszínház társulatának volt a tagja. Sokoldalú karakterszínésznő.

## Fontosabb színházi szerepeiből
- Vörösmarty Mihály: Csongor és Tünde... Ledér
- Nyikolaj Vasziljevics Gogol – Balogh Géza: Az orr... Kovaljov
- Petőfi Sándor: János vitéz... Bogár kutya
- Benedek András: Hollókirály... Aranyvirág
- Paul Dukas – Balogh Géza: A bűvészinas... A bűvészinas
- Balogh Géza: Ali bab és a negyven rabló... Fatima
- Tarbay Ede: Kunkori és a kandúrvarázsló... Csévi; fecske; Kukutyin
- Lázár Ervin: Árgyélus királyfi... Lulla
- Heindl Vera: Hófehérke... Bianka királyné; Kuka

## Filmek, tv
- Fodor Sándor – Hidas Frigyes: Csipike, az óriás törpe (1984)... Mókus asszony
- Gyárfás Endre: Dörmögőék kalandjai (bábfilmsorozat)... Berci (1987)
- Gyárfás Endre: Dörmögőék legújabb kalandjai (bábfilmsorozat)... Berci (1990-1991)